# Nielsen Broadcast Data Systems
Nielsen Broadcast Data Systems, mais conhecido como BDS, é um serviço de monitoramento de canções executadas rádio, televisão e internet, sendo subsidiária da empresa ACNielsen. Seus dados são a base para publicações da Billboard nos Estados Unidos da América e para o Canadian BDS e Canadian Hot 100 no Canadá.